# رونالد ووكر
رونالد ووكر (بالإنجليزية: Ronald Walker)‏ (1926 بملبورن في أستراليا - 9 فبراير 2011) هو لاعب كريكت أسترالي. لعب مع فريق فكتوريا للكريكت.

## وصلات خارجية
- رونالد ووكر على موقع إي آس بي آن كريك إنفو (الإنجليزية)